# ديبورا إي. ماكدويل
ديبورا إي. ماكدويل (بالإنجليزية: Deborah E. McDowell)‏ هي كاتبة سير وكاتِبة وصحفية أمريكية، ولدت في 1951.